# Шевченко Олексій
- Шевченко Олексій Анатолійович — український програміст та мільярдер, співзасновник компанії Grammarly
- Шевченко Олексій Андрійович — майстер-сержант ЗСУ, учасник російсько-української війни, що відзначився під час російського вторгнення в Україну в 2022 році.
- Шевченко Олексій Вікторович — старший лейтенант Збройних сил України, учасник російсько-української війни.
- Шевченко Олексій Володимирович (1988—2014) — старший солдат Збройних сил України, учасник російсько-української.
- Шевченко Олексій Григорович (нар. 1959) — український громадський і політичний діяч, дисидент.
- Шевченко Олексій Миколайович (нар. 1978) — український скульптор і реставратор.
- Шевченко Олексій Миколайович (нар. 1992) — український футболіст, воротар, екс-гравець молодіжної збірної України.
- Шевченко Олексій Миколайович — генерал Збройних сил України, кавалер ордена Данила Галицького[1].
- Шевченко Олексій Олексійович (? — 2022) — майстер-сержант Збройних сил України, учасник російсько-української війни, що загинув у ході російського вторгнення в Україну.